# Terciàries Caputxines de la Sagrada Família
Les Germanes Terceres Caputxines de la Sagrada Família són un institut religiós de dret pontifici, concretament una congregació religiosa femenina. Les germanes que en formen part, col·loquialment anomenades amigonianes, posposen al seu nom les sigles HTCFS.

## Història
Les Terceres Caputxines de la Sagrada Família tenen l'origen en una comunitat de dones del Tercer Orde Seglar de Sant Francesc que va instituir el caputxí Lluís d'Amigó i Ferrer (1854-1934); en 1878, van començar a fer vida en comunitat al santuari de la Mare de Déu de Montiel de Benaguasil. L'arquebisbe de València concedí a la comunitat el nihil obstat l'11 de maig del 1885 i les germanes feren la seva professió solemne, inaugurant oficialment la congregació de Terceres Caputxines. El pare Amigó els donà la regla del Tercer Orde Regular de Sant Francesc i unes constitucions que va redactar ell mateix.
Poc després, les germanes treballaren activament en l'atenció als malalts d'una epidèmia de còlera a Massamagrell, poble natal del fundador: quatre de les germanes se n'encomanaren i moriren. El 6 de març de 1902, Lleó XIII aprovà la congregació, que fou agregada a l'Orde de Frares Menors Caputxins el 15 de setembre de 1905.
La congregació va anar creixent dintre Espanya i, a partir del segle xx, fora: el 8 de febrer de 1905, cinc germanes s'estableixen a Riohacha (Colòmbia); en 1927, a Veneçuela i en 1929 a la Xina.